# Колковская поселковая община
Колковская поселковая общи́на (укр. Колківська селищна громада) — территориальная община в Луцком районе Волынской области Украины.
Административный центр — посёлок Колки.
Население составляет 20 990 человек. Площадь — 759,3 км².
В соответствии с распоряжением Кабинета Министров Украины от 12 июня 2020 года, в состав общины вошла территория Колковского поселкового совета, а также Боровичевского, Великоосницкого, Годомичевского, Гораймовского, Копыльевского, Красновольского, Куликовичевского, Рудниковского, Старосельского, Четвертнянского и Черныжевского сельских советов упразднённого Маневичского района.

## Населённые пункты
В состав общины входит 1 посёлок (Колки) и 27 сёл: Боровичи, Великая Осница, Годомичи, Гораймовка, Грузятин, Заречье, Калиновка, Копылье, Красноволя, Криничное, Куликовичи, Майдан-Липненский, Малая Осница, Марьяновка, Матейки, Ничеговка, Новоукраинка, Островы, Погулянка, Розничи, Рудники, Семки, Ситница, Староселье, Тельчи, Четвертня и Черныж.